# Campeonato Uruguayo de Segunda División 2025
El Campeonato Uruguayo de Segunda División Profesional 2025 será el 118º torneo de segunda categoría organizado por la AUF, correspondiente al año 2025.
El torneo llevará el nombre de José Ignacio Villareal, exfutbolista, campeón uruguayo con Central Español en 1984, fallecido en enero de 2025.

## Sistema de disputa
Se mantiene el formato de la temporada anterior, iniciando la temporada con el Torneo Competencia: un torneo a una rueda dividido en dos series de 7 equipos, en las cuales los ganadores de cada serie se clasifican a la final. El campeón se asegura un cupo en los play-offs por el tercer ascenso a la Primera División, salvo que al culminar la temporada haya finalizado en zona de ascenso o descenso directo.
Durante la segunda parte del campeonato, el sistema de disputa será el tradicional de la Segunda División de Uruguay: una fase regular de todos contra todos, a dos ruedas.
La tabla acumulada definirá al campeón y al subcampeón de la temporada, que ascenderán de manera directa a Primera División, mientras que el tercer ascenso se definirá mediante play-offs entre los siguientes 4 equipos mejor posicionados.
Los descensos a la Primera División Amateur serán dos, definidos mediante una tabla de promedios, donde los clubes arrastran sus puntajes de la temporada anterior, a excepción de los equipos que se integran a la divisional en esta temporada.

## Equipos participantes

### Ascensos y descensos
| Club                | Descendido como                                       |
| ------------------- | ----------------------------------------------------- |
| Rampla Juniors      | 14° de la tabla del descenso de Primera División 2024 |
| Fénix               | 15° de la tabla del descenso de Primera División 2024 |
| Deportivo Maldonado | 16° de la tabla del descenso de Primera División 2024 |

| Club            | Ascendido como                                 |
| --------------- | ---------------------------------------------- |
| Artigas         | Campeón de la Primera División Amateur 2024    |
| Central Español | Subcampeón de la Primera División Amateur 2024 |

| Club            | Ascendido como                                   |
| --------------- | ------------------------------------------------ |
| Plaza Colonia   | Campeón de la Segunda División 2024              |
| Montevideo City | Subcampeón de la Segunda División 2024           |
| Juventud        | Ganador del Play-Off de la Segunda División 2024 |

| Club        | Descendido como                                       |
| ----------- | ----------------------------------------------------- |
| Cooper      | 13° de la tabla del descenso de Segunda División 2024 |
| Sud América | 14° de la tabla del descenso de Segunda División 2024 |

### Información general
Todos los datos estadísticos corresponden únicamente a los Campeonatos Uruguayos de segunda categoría organizados por la Asociación Uruguaya de Fútbol. Las fechas de fundación de los equipos son las declaradas por los propios clubes implicados.
| Equipo              | Ciudad     | Estadio de localía           | Capacidad | Fundación               | Temporadas | Temp. Consecutivas | Títulos | Indumentaria | 2024     |
| ------------------- | ---------- | ---------------------------- | --------- | ----------------------- | ---------- | ------------------ | ------- | ------------ | -------- |
| Albion              | Montevideo | Parque Palermo               | 4.072     | 1 de junio de 1891      | 7          | 3                  | 1       | Kelme        | 8°       |
| Artigas             | Montevideo | Walter Martínez Cerrutti     | 2.500     | 18 de marzo de 1927     | 5          | 1                  | 0       | Borac        |          |
| Atenas              | San Carlos | Domingo Burgueño Miguel      | 22.000    | 1 de mayo de 1928       | 22         | 7                  | 0       | Mgr Sport    | 11°      |
| Central Español     | Montevideo | Parque Palermo               | 4.072     | 5 de enero de 1905      | 46         | 1                  | 5       | Starbade     |          |
| Cerrito             | Montevideo | Parque Maracaná              | 2.400     | 28 de octubre de 1929   | 38         | 3                  | 2       | Matgeor      | Play-Off |
| Colón               | Montevideo | Parque Palermo               | 4.072     | 12 de marzo de 1907     | 64         | 2                  | 5       | Mgr Sport    | Play-Off |
| Deportivo Maldonado | Maldonado  | Domingo Burgueño Miguel      | 22.000    | 25 de agosto de 1928    | 20         | 1                  | 0       | Kelme        |          |
| Fénix               | Montevideo | Parque Capurro               | 5.097     | 7 de julio de 1916      | 56         | 1                  | 7       | Mgr Sport    |          |
| La Luz              | Montevideo | Abraham Paladino             | 3.800     | 19 de abril de 1929     | 27         | 2                  | 0       | Mgr Sport    | 10°      |
| Oriental            | La Paz     | Parque Palermo               | 4.072     | 24 de junio de 1924     | 14         | 3                  | 0       | Mgr Sport    | 9°       |
| Rampla Juniors      | Montevideo | Luis Franzini                | 12.000    | 7 de enero de 1914      | 35         | 1                  | 5       | Mgr Sport    |          |
| Rentistas           | Montevideo | Complejo Rentistas           | 3.632     | 26 de marzo de 1933     | 31         | 3                  | 4       | Kelme        | 7°       |
| Tacuarembó          | Tacuarembó | Ing. Raúl Saturnino Goyenola | 9.000     | 11 de noviembre de 1998 | 12         | 3                  | 1       | Mgr Sport    | 12°      |
| Uruguay Montevideo  | Montevideo | Abraham Paladino             | 3.800     | 5 de enero de 1921      | 39         | 5                  | 0       | Mgr Sport    | Play-Off |

### Distribución geográfica de los equipos
| Localidad  | Cantidad | Equipos |
| ---------- | -------- | --- |
| Montevideo | 10       | Albion, Artigas, Central Español, Cerrito, Colón, Fénix, La Luz, Rampla Juniors, Rentistas, Uruguay Montevideo |
| La Paz     | 1        | Oriental |
| Maldonado  | 1        | Deportivo Maldonado                                                                                            |
| San Carlos | 1        | Atenas |
| Tacuarembó | 1        | Tacuarembó |

## Entrenadores
| Equipo              | Inicial                     | Sustituto(s)         |
| ------------------- | --------------------------- | -------------------- |
| Albion              | Joaquín Boghossian Continúa |                      |
| Artigas             | Carlos Bueno Continúa       |                      |
| Atenas              | José Antonio Castro Nuevo   |                      |
| Central Español     | Pablo De Ambrosio Continúa  |                      |
| Cerrito             | Marcelo Suárez Nuevo        | Juan Carlos Carrasco |
| Cerrito             | Marcelo Suárez Nuevo        | Alberto Quintela     |
| Cerrito             | Marcelo Suárez Nuevo        | G.Enríquez           |
| Deportivo Maldonado | Martín Piñeyro Continúa     |                      |
| Fénix               | Ignacio Pallas Nuevo        |                      |
| La Luz              | Darlyn Gayol Continúa       |                      |
| Oriental            | Mathías Corujo Continúa     |                      |
| Rampla Juniors      | Leandro Somoza Nuevo        |                      |
| Rentistas           | Santiago Sosa Continúa      | Nicolás Vigneri      |
| Tacuarembó          | Julio Fuentes Nuevo         |                      |
| Uruguay Montevideo  | Leonardo Medina Nuevo       |                      |

## Torneo Competencia "Carlitos Castro"

### Serie 1

#### Posiciones
| Pos. | Equipo             | Pts. | PJ | G | E | P | GF | GC | Dif. |  |
| ---- | ------------------ | ---- | -- | - | - | - | -- | -- | ---- |  |
| 1    | Atenas             | 13   | 6  | 4 | 1 | 1 | 7  | 3  | +4   |  |
| 2    | Central Español    | 12   | 6  | 4 | 0 | 2 | 8  | 6  | +2   |  |
| 3    | Albion             | 11   | 6  | 3 | 2 | 1 | 6  | 4  | +2   |  |
| 4    | Uruguay Montevideo | 9    | 6  | 3 | 0 | 3 | 8  | 6  | +2   |  |
| 5    | Rentistas          | 8    | 6  | 2 | 2 | 2 | 3  | 2  | +1   |  |
| 6    | Artigas            | 4    | 6  | 1 | 1 | 4 | 8  | 12 | −4   |  |
| 7    | Cerrito            | 3    | 6  | 1 | 0 | 5 | 7  | 14 | −7   |  |

Actualizado a los partidos jugados el 27 de abril de 2025.
 Fuente: AUF
Criterios de clasificación: 1) puntos; 2) diferencia de goles; 3) número de goles marcados.
|  | Clasificado a la final del Torneo Competencia. |

#### Resultados
| Central Español  | 2:1 | Artigas            | Parque Palermo          | 9 de marzo  | 09:45 |   | Juan Cianni    |
| Atenas           | 1:0 | Uruguay Montevideo | Domingo Burgueño Miguel | 10 de marzo | 17:00 | – | Esteban Guerra |
| Albion           | 2:1 | Cerrito            | Luis Franzini           | 10 de marzo | 17:00 |   | Kevin Fontes   |
| Libre: Rentistas |     |                    |                         |             |       |   |                |

| Fecha 2 - "Isabel Peña" | Fecha 2 - "Isabel Peña" | Fecha 2 - "Isabel Peña" | Fecha 2 - "Isabel Peña" | Fecha 2 - "Isabel Peña" | Fecha 2 - "Isabel Peña" | Fecha 2 - "Isabel Peña" | Fecha 2 - "Isabel Peña" |
| Local                   | Resultado               | Visitante               | Estadio                 | Fecha                   | Hora                    | Televisión              | Árbitro                 |
| ----------------------- | ----------------------- | ----------------------- | ----------------------- | ----------------------- | ----------------------- | ----------------------- | ----------------------- |
| Uruguay Montevideo      | 1:2                     | Central Español         | Abraham Paladino        | 26 de abril             | 10:00                   |                         | Por definir             |
| Artigas                 | 1:2                     | Albion                  | Walter Martínez Cerruti | 27 de abril             | 15:00                   | –                       | Por definir             |
| Cerrito                 | 1:0                     | Rentistas               | Parque Maracaná         | 27 de abril             | 15:00                   | –                       | Por definir             |
| Libre: Atenas           |                         |                         |                         |                         |                         |                         |                         |

| Fecha 3 - "Graciela Castro" | Fecha 3 - "Graciela Castro" | Fecha 3 - "Graciela Castro" | Fecha 3 - "Graciela Castro" | Fecha 3 - "Graciela Castro" | Fecha 3 - "Graciela Castro" | Fecha 3 - "Graciela Castro" | Fecha 3 - "Graciela Castro" |
| Local                       | Resultado                   | Visitante                   | Estadio                     | Fecha                       | Hora                        | Televisión                  | Árbitro                     |
| --------------------------- | --------------------------- | --------------------------- | --------------------------- | --------------------------- | --------------------------- | --------------------------- | --------------------------- |
| Albion                      | 1:0                         | Uruguay Montevideo          | Luis Franzini               | 23 de marzo                 | 10:00                       |                             | Santiago Motta              |
| Rentistas                   | 0:0                         | Artigas                     | Complejo Rentistas          | 24 de marzo                 | 19:00                       |                             | Felipe Vikonis              |
| Central Español             | 0:1                         | Atenas                      | Parque Palermo              | 24 de marzo                 | 21:15                       |                             | Rubén Umpiérrez             |
| Libre: Cerrito              |                             |                             |                             |                             |                             |                             |                             |

| Fecha 4 - "Sofia Pereyra y Belén Fernández" | Fecha 4 - "Sofia Pereyra y Belén Fernández" | Fecha 4 - "Sofia Pereyra y Belén Fernández" | Fecha 4 - "Sofia Pereyra y Belén Fernández" | Fecha 4 - "Sofia Pereyra y Belén Fernández" | Fecha 4 - "Sofia Pereyra y Belén Fernández" | Fecha 4 - "Sofia Pereyra y Belén Fernández" | Fecha 4 - "Sofia Pereyra y Belén Fernández" |
| Local                                       | Resultado                                   | Visitante                                   | Estadio                                     | Fecha                                       | Hora                                        | Televisión                                  | Árbitro                                     |
| ------------------------------------------- | ------------------------------------------- | ------------------------------------------- | ------------------------------------------- | ------------------------------------------- | ------------------------------------------- | ------------------------------------------- | ------------------------------------------- |
| Uruguay Montevideo                          | 1:0                                         | Rentistas                                   | Abraham Paladino                            | 29 de marzo                                 | 10:00                                       |                                             | Juan Cianni                                 |
| Atenas                                      | 0:0                                         | Albion                                      | Domingo Burgueño Miguel                     | 29 de marzo                                 | 19:00                                       | –                                           | Antonio García                              |
| Artigas                                     | 5:2                                         | Cerrito                                     | Walter Martínez Cerruti                     | 30 de marzo                                 | 16:00                                       | –                                           | Diego Riveiro                               |
| Libre: Central Español                      |                                             |                                             |                                             |                                             |                                             |                                             |                                             |

| Fecha 5 - "Jorge Alonso" | Fecha 5 - "Jorge Alonso" | Fecha 5 - "Jorge Alonso" | Fecha 5 - "Jorge Alonso" | Fecha 5 - "Jorge Alonso" | Fecha 5 - "Jorge Alonso" | Fecha 5 - "Jorge Alonso" | Fecha 5 - "Jorge Alonso" |
| Local                    | Resultado                | Visitante                | Estadio                  | Fecha                    | Hora                     | Televisión               | Árbitro                  |
| ------------------------ | ------------------------ | ------------------------ | ------------------------ | ------------------------ | ------------------------ | ------------------------ | ------------------------ |
| Albion                   | 1:2                      | Central Español          | Luis Franzini            | 4 de abril               | 15:30                    |                          | Anahí Fernández          |
| Rentistas                | 2:0                      | Atenas                   | Complejo Rentistas       | 5 de abril               | 16:00                    | –                        | Esteban Guerra           |
| Cerrito                  | 1:3                      | Uruguay Montevideo       | Parque Maracaná          | 6 de abril               | 15:00                    | –                        | Diego Dunajec            |
| Libre: Artigas           |                          |                          |                          |                          |                          |                          |                          |

| Fecha 6 - "Milton Gonnet" | Fecha 6 - "Milton Gonnet" | Fecha 6 - "Milton Gonnet" | Fecha 6 - "Milton Gonnet" | Fecha 6 - "Milton Gonnet" | Fecha 6 - "Milton Gonnet" | Fecha 6 - "Milton Gonnet" | Fecha 6 - "Milton Gonnet" |
| Local                     | Resultado                 | Visitante                 | Estadio                   | Fecha                     | Hora                      | Televisión                | Árbitro                   |
| ------------------------- | ------------------------- | ------------------------- | ------------------------- | ------------------------- | ------------------------- | ------------------------- | ------------------------- |
| Central Español           | 0:1                       | Rentistas                 | Parque Palermo            | 11 de abril               | 20:00                     |                           | Santiago Motta            |
| Uruguay Montevideo        | 3:1                       | Artigas                   | Parque Palermo            | 12 de abril               | 10:00                     |                           | Augusto Olmos             |
| Atenas                    | 2:1                       | Cerrito                   | Domingo Burgueño          | 12 de abril               | 12:30                     | –                         | Eduardo Varela            |
| Libre: Albion             |                           |                           |                           |                           |                           |                           |                           |

| Rentistas                 | 0:0 | Albion          | Complejo Rentistas      | 19 de abril | 11:00 |   | Leandro Lasso   |
| Cerrito                   | 1:2 | Central Español | Parque Maracaná         | 20 de abril | 15:00 | – | Federico Arman  |
| Artigas                   | 0:3 | Atenas          | Walter Martínez Cerruti | 20 de abril | 16:00 | – | Rubén Umpiérrez |
| Libre: Uruguay Montevideo |     |                 |                         |             |       |   |                 |

### Serie 2

#### Posiciones
| Pos. | Equipo              | Pts. | PJ | G | E | P | GF | GC | Dif. |  |
| ---- | ------------------- | ---- | -- | - | - | - | -- | -- | ---- |  |
| 1    | Tacuarembó          | 14   | 6  | 4 | 2 | 0 | 7  | 3  | +4   |  |
| 2    | Oriental            | 12   | 6  | 3 | 3 | 0 | 6  | 3  | +3   |  |
| 3    | Deportivo Maldonado | 11   | 6  | 3 | 2 | 1 | 9  | 5  | +4   |  |
| 4    | Colón               | 7    | 6  | 2 | 1 | 3 | 11 | 6  | +5   |  |
| 5    | Fénix               | 6    | 6  | 2 | 0 | 4 | 4  | 6  | −2   |  |
| 6    | La Luz              | 4    | 6  | 0 | 4 | 2 | 7  | 10 | −3   |  |
| 7    | Rampla Juniors      | 2    | 6  | 0 | 2 | 4 | 0  | 11 | −11  |  |

Actualizado a los partidos jugados el 27 de abril de 2025.
 Fuente: AUF
Criterios de clasificación: 1) puntos; 2) diferencia de goles; 3) número de goles marcados.
|  | Clasificado a la final del Torneo Competencia. |

#### Resultados
| Fecha 1 - "María Mincheff" | Fecha 1 - "María Mincheff" | Fecha 1 - "María Mincheff" | Fecha 1 - "María Mincheff" | Fecha 1 - "María Mincheff" | Fecha 1 - "María Mincheff" | Fecha 1 - "María Mincheff" | Fecha 1 - "María Mincheff" |
| Local                      | Resultado                  | Visitante                  | Estadio                    | Fecha                      | Hora                       | Televisión                 | Árbitro                    |
| -------------------------- | -------------------------- | -------------------------- | -------------------------- | -------------------------- | -------------------------- | -------------------------- | -------------------------- |
| Fénix                      | 0:2                        | Deportivo Maldonado        | Parque Capurro             | 8 de marzo                 | 09:45                      |                            | Eduardo Varela             |
| Colón                      | 8:0                        | Rampla Juniors             | Parque Palermo             | 8 de marzo                 | 09:45                      | –                          | Diego Dunajec              |
| Oriental                   | 2:2                        | Tacuarembó                 | Parque Palermo             | 8 de marzo                 | 17:00                      | –                          | Bruno Sacarelo             |
| Libre: La Luz              |                            |                            |                            |                            |                            |                            |                            |

| Fecha 2 - "Isabel Peña" | Fecha 2 - "Isabel Peña" | Fecha 2 - "Isabel Peña" | Fecha 2 - "Isabel Peña" | Fecha 2 - "Isabel Peña" | Fecha 2 - "Isabel Peña" | Fecha 2 - "Isabel Peña" | Fecha 2 - "Isabel Peña" |
| Local                   | Resultado               | Visitante               | Estadio                 | Fecha                   | Hora                    | Televisión              | Árbitro                 |
| ----------------------- | ----------------------- | ----------------------- | ----------------------- | ----------------------- | ----------------------- | ----------------------- | ----------------------- |
| Deportivo Maldonado     | 4:4                     | La Luz                  | Domingo Burgueño Miguel | 26 de abril             | 20:00                   | –                       | Por definir             |
| Tacuarembó              | 1:0                     | Colón                   | Ing. Raúl S. Goyenola   | 26 de abril             | 20:00                   | –                       | Por definir             |
| Rampla Juniors          | 0:1                     | Fénix                   | Luis Franzini           | 27 de abril             | 20:00                   | –                       | Por definir             |
| Libre: Oriental         |                         |                         |                         |                         |                         |                         |                         |

| Fecha 3 - "Graciela Castro" | Fecha 3 - "Graciela Castro" | Fecha 3 - "Graciela Castro" | Fecha 3 - "Graciela Castro" | Fecha 3 - "Graciela Castro" | Fecha 3 - "Graciela Castro" | Fecha 3 - "Graciela Castro" | Fecha 3 - "Graciela Castro" |
| Local                       | Resultado                   | Visitante                   | Estadio                     | Fecha                       | Hora                        | Televisión                  | Árbitro                     |
| --------------------------- | --------------------------- | --------------------------- | --------------------------- | --------------------------- | --------------------------- | --------------------------- | --------------------------- |
| Fénix                       | 0:1                         | Tacuarembó                  | Parque Capurro              | 22 de marzo                 | 10:00                       |                             | Augusto Olmos               |
| La Luz                      | 0:0                         | Rampla Juniors              | Abraham Paladino            | 22 de marzo                 | 16:00                       | –                           | Bruno Sacarelo              |
| Colón                       | 0:1                         | Oriental                    | Parque Palermo              | 22 de marzo                 | 20:30                       | –                           | Federico Arman              |
| Libre: Deportivo Maldonado  |                             |                             |                             |                             |                             |                             |                             |

| Fecha 4 - "Sofia Pereyra y Belén Fernández" | Fecha 4 - "Sofia Pereyra y Belén Fernández" | Fecha 4 - "Sofia Pereyra y Belén Fernández" | Fecha 4 - "Sofia Pereyra y Belén Fernández" | Fecha 4 - "Sofia Pereyra y Belén Fernández" | Fecha 4 - "Sofia Pereyra y Belén Fernández" | Fecha 4 - "Sofia Pereyra y Belén Fernández" | Fecha 4 - "Sofia Pereyra y Belén Fernández" |
| Local                                       | Resultado                                   | Visitante                                   | Estadio                                     | Fecha                                       | Hora                                        | Televisión                                  | Árbitro                                     |
| ------------------------------------------- | ------------------------------------------- | ------------------------------------------- | ------------------------------------------- | ------------------------------------------- | ------------------------------------------- | ------------------------------------------- | ------------------------------------------- |
| Rampla Juniors                              | 0:1                                         | Deportivo Maldonado                         | Alfredo Víctor Viera                        | 28 de marzo                                 | 20:00                                       |                                             | Daniel Rodríguez                            |
| Oriental                                    | 1:0                                         | Fénix                                       | Parque Palermo                              | 29 de marzo                                 | 21:45                                       |                                             | Leandro Lasso                               |
| Tacuarembó                                  | 1:1                                         | La Luz                                      | Ing. Raúl S. Goyenola                       | 30 de marzo                                 | 16:00                                       | –                                           | Jonathan Fuentes                            |
| Libre: Colón                                |                                             |                                             |                                             |                                             |                                             |                                             |                                             |

| Fecha 5 - "Jorge Alonso" | Fecha 5 - "Jorge Alonso" | Fecha 5 - "Jorge Alonso" | Fecha 5 - "Jorge Alonso" | Fecha 5 - "Jorge Alonso" | Fecha 5 - "Jorge Alonso" | Fecha 5 - "Jorge Alonso" | Fecha 5 - "Jorge Alonso" |
| Local                    | Resultado                | Visitante                | Estadio                  | Fecha                    | Hora                     | Televisión               | Árbitro                  |
| ------------------------ | ------------------------ | ------------------------ | ------------------------ | ------------------------ | ------------------------ | ------------------------ | ------------------------ |
| Deportivo Maldonado      | 0:1                      | Tacuarembó               | Domingo Burgueño Miguel  | 4 de abril               | 20:00                    | –                        | Rubén Umpiérrez          |
| La Luz                   | 1:2                      | Oriental                 | Abraham Paladino         | 5 de abril               | 10:00                    |                          | Kevin Fontes             |
| Fénix                    | 1:2                      | Colón                    | Parque Capurro           | 7 de abril               | 13:45                    |                          | Pablo Silveira           |
| Libre: Rampla Juniors    |                          |                          |                          |                          |                          |                          |                          |

| Fecha 6 - "Milton Gonnet" | Fecha 6 - "Milton Gonnet" | Fecha 6 - "Milton Gonnet" | Fecha 6 - "Milton Gonnet" | Fecha 6 - "Milton Gonnet" | Fecha 6 - "Milton Gonnet" | Fecha 6 - "Milton Gonnet" | Fecha 6 - "Milton Gonnet" |
| Local                     | Resultado                 | Visitante                 | Estadio                   | Fecha                     | Hora                      | Televisión                | Árbitro                   |
| ------------------------- | ------------------------- | ------------------------- | ------------------------- | ------------------------- | ------------------------- | ------------------------- | ------------------------- |
| Tacuarembó                | 1:0                       | Rampla Juniors            | Ing. Raúl S. Goyenola     | 11 de abril               | 20:00                     | –                         | Anahí Fernández           |
| Oriental                  | 0:0                       | Deportivo Maldonado       | Parque Palermo            | 12 de abril               | 21:15                     |                           | Andrés Martínez           |
| Colón                     | 1:1                       | La Luz                    | Parque Palermo            | 13 de abril               | 16:00                     | –                         | Bruno Sacarelo            |
| Libre: Fénix              |                           |                           |                           |                           |                           |                           |                           |

| Rampla Juniors      | 0:0 | Oriental | Luis Franzini           | 19 de abril | 21:15 |   | Antonio García   |
| La Luz              | 0:2 | Fénix    | Abraham Paladino        | 20 de abril | 11:00 |   | Diego Riveiro    |
| Deportivo Maldonado | 2:0 | Colón    | Domingo Burgueño Miguel | 20 de abril | 16:00 | – | Jonathan Fuentes |
| Libre: Tacuarembó   |     |          |                         |             |       |   |                  |

### Final
| 4 de mayo de 2025 | Tacuarembó     | 1:0 (1:0) | Atenas | Estadio Parque Palermo, Montevideo                          |                                                             |
| 13:30             | Guido Sosa 23' |           |        | Asistencia: 1.600 espectadores Árbitro(s): Daniel Rodríguez | Asistencia: 1.600 espectadores Árbitro(s): Daniel Rodríguez |

## Fase regular

### Clasificación
| Pos. | Equipo              | Pts. | PJ | G  | E  | P  | GF | GC | Dif. |  |
| ---- | ------------------- | ---- | -- | -- | -- | -- | -- | -- | ---- |  |
| 1    | Albion              | 49   | 22 | 15 | 4  | 3  | 30 | 12 | +18  |  |
| 2    | Tacuarembó          | 39   | 21 | 11 | 6  | 4  | 22 | 14 | +8   |  |
| 3    | Deportivo Maldonado | 38   | 22 | 10 | 8  | 4  | 27 | 16 | +11  |  |
| 4    | Central Español     | 37   | 22 | 10 | 7  | 5  | 25 | 18 | +7   |  |
| 5    | Atenas              | 35   | 22 | 10 | 5  | 7  | 23 | 18 | +5   |  |
| 6    | Oriental            | 35   | 22 | 9  | 8  | 5  | 25 | 23 | +2   |  |
| 7    | Colón               | 34   | 21 | 10 | 4  | 7  | 32 | 16 | +16  |  |
| 8    | Rentistas           | 34   | 22 | 9  | 7  | 6  | 25 | 19 | +6   |  |
| 9    | Fénix               | 29   | 22 | 8  | 5  | 9  | 22 | 24 | −2   |  |
| 10   | Cerrito             | 19   | 22 | 5  | 4  | 13 | 20 | 37 | −17  |  |
| 11   | Artigas             | 18   | 21 | 3  | 9  | 9  | 21 | 28 | −7   |  |
| 12   | Uruguay Montevideo  | 18   | 22 | 5  | 3  | 14 | 17 | 33 | −16  |  |
| 13   | Rampla Juniors      | 16   | 22 | 4  | 4  | 14 | 14 | 30 | −16  |  |
| 14   | La Luz              | 13   | 21 | 1  | 10 | 10 | 20 | 35 | −15  |  |

Actualizado a los partidos jugados el 20 de agosto de 2025.
 Fuente: AUF
Criterios de clasificación: 1) puntos; 2) diferencia de goles; 3) número de goles marcados.
Nota: Los equipos acumulan el puntaje que obtuvieron en el Torneo Competencia.
|  | Campeón. En zona de ascenso al Campeonato Uruguayo de Primera División 2026.                                    |
|  | Subcampeón. En zona de ascenso al Campeonato Uruguayo de Primera División 2026.                                 |
|  | En zona de clasificación a los play-offs por el tercer ascenso al Campeonato Uruguayo de Primera División 2026. |

### Evolución de la clasificación
| Jornada / Equipo    | 1      | 2  | 3  | 4  | 5  | 6  | 7  | 8  | 9  | 10 | 11 | 12 | 13 | 14 | 15 | 16 | 17 | 18 | 19 | 20 | 21 | 22 | 23 | 24 | 25 | 26 | 27 | 28 | 29 | 30 | 31 | 32 | 33 |  |
| ------------------- | ------ | -- | -- | -- | -- | -- | -- | -- | -- | -- | -- | -- | -- | -- | -- | -- | -- | -- | -- | -- | -- | -- | -- | -- | -- | -- | -- | -- | -- | -- | -- | -- | -- |  |
| Jornada / Equipo    | Albion | 3  | 1  | 2  | 3  | 8  | 8  | 6  | 2  | 1  | 1  | 1  | 1  | 1  | 1  | 1  | 2  | 1  | 1  | 1  | 1  | 1  | 1  | 1  | 1  | 1  |    |    |    |    |    |    |    |  |
| Tacuarembó          | 7      | 4  | 5  | 2  | 2  | 3  | 1  | 3  | 2  | 3  | 2  | 2  | 2  | 2  | 2  | 1  | 2  | 2  | 2  | 2  | 2  | 2  | 2  |    |    |    |    |    |    |    |    |    |    |  |
| Deportivo Maldonado | 2      | 6  | 4  | 6  | 6  | 4  | 5  | 5  | 7  | 8  | 9  | 7  | 6  | 6  | 6  | 5  | 5  | 5  | 5  | 3  | 5  | 4  | 3  |    |    |    |    |    |    |    |    |    |    |  |
| Central Español     | 4      | 7  | 8  | 7  | 9  | 6  | 4  | 7  | 5  | 6  | 6  | 5  | 5  | 5  | 5  | 6  | 4  | 3  | 4  | 6  | 4  | 3  |    |    |    |    |    |    |    |    |    |    |    |  |
| Atenas              | 5      | 2  | 3  | 4  | 3  | 1  | 2  | 4  | 3  | 2  | 4  | 4  | 3  | 3  | 4  | 4  | 6  | 6  | 6  | 4  | 6  | 5  |    |    |    |    |    |    |    |    |    |    |    |  |
| Colón               | 1      | 5  | 7  | 5  | 5  | 9  | 9  | 8  | 6  | 4  | 5  | 6  | 7  | 7  | 7  | 7  | 8  | 8  | 9  | 8  | 8  | 6  |    |    |    |    |    |    |    |    |    |    |    |  |
| Oriental            | 6      | 3  | 1  | 1  | 1  | 2  | 3  | 1  | 4  | 5  | 3  | 3  | 4  | 4  | 3  | 3  | 3  | 4  | 3  | 7  | 7  | 8  |    |    |    |    |    |    |    |    |    |    |    |  |
| Rentistas           | 9      | 9  | 11 | 10 | 7  | 7  | 8  | 9  | 10 | 9  | 7  | 8  | 8  | 8  | 8  | 8  | 7  | 7  | 7  | 5  | 3  | 7  | 8  |    |    |    |    |    |    |    |    |    |    |  |
| Fénix               | 13     | 14 | 14 | 13 | 13 | 11 | 10 | 11 | 9  | 10 | 10 | 10 | 10 | 9  | 9  | 9  | 9  | 9  | 8  | 9  | 9  | 9  | 9  |    |    |    |    |    |    |    |    |    |    |  |
| Artigas             | 10     | 10 | 6  | 9  | 10 | 10 | 12 | 10 | 11 | 11 | 11 | 11 | 11 | 11 | 11 | 11 | 11 | 11 | 11 | 11 | 11 | 10 |    |    |    |    |    |    |    |    |    |    |    |  |
| Cerrito             | 11     | 12 | 13 | 14 | 14 | 14 | 13 | 13 | 13 | 13 | 13 | 13 | 14 | 13 | 14 | 12 | 12 | 13 | 13 | 14 | 14 | 12 |    |    |    |    |    |    |    |    |    |    |    |  |
| Uruguay Montevideo  | 12     | 13 | 9  | 8  | 4  | 5  | 7  | 6  | 8  | 7  | 8  | 9  | 9  | 10 | 10 | 10 | 10 | 10 | 10 | 10 | 10 | 11 |    |    |    |    |    |    |    |    |    |    |    |  |
| La Luz              | 8      | 8  | 10 | 11 | 11 | 12 | 11 | 12 | 12 | 12 | 12 | 12 | 12 | 12 | 13 | 13 | 14 | 12 | 12 | 12 | 12 | 13 |    |    |    |    |    |    |    |    |    |    |    |  |
| Rampla Juniors      | 14     | 11 | 12 | 12 | 12 | 13 | 14 | 14 | 14 | 14 | 14 | 14 | 13 | 14 | 12 | 14 | 13 | 14 | 14 | 13 | 13 | 14 |    |    |    |    |    |    |    |    |    |    |    |  |

Nota: Los cuadros con * indican fecha libre para los equipos correspondientes durante el Torneo Competencia. Los cuadros con ** indican que los equipos culminaron la fecha correspondiente con un partido pendiente.

### Resultados

#### Primera Ronda
| Uruguay Montevideo  | 2:1 | Central Español | Abraham Paladino | 17 de mayo | 10:00 |   |
| Colón               | 1:0 | La Luz          | Parque Palermo   | 17 de mayo | 10:00 | – |
| Fénix               | 1:1 | Rampla Juniors  | Parque Capurro   | 17 de mayo | 12:30 |   |
| Cerrito             | 0:2 | Artigas         | Parque Maracaná  | 17 de mayo | 15:00 | – |
| Albion              | 2:1 | Atenas          | Parque Palermo   | 17 de mayo | 20:00 | – |
| Oriental            | 1:0 | Tacuarembó      | Parque Palermo   | 18 de mayo | 20:30 |   |
| Deportivo Maldonado | 1:1 | Rentistas       | Abraham Paladino | 19 de mayo | 15:00 | – |

| Central Español | 2:1 | Oriental            | Parque Palermo          | 23 de mayo | 17:15 |   |
| La Luz          | 2:2 | Cerrito             | Abraham Paladino        | 24 de mayo | 12:30 |   |
| Rentistas       | 1:2 | Colón               | Complejo Rentistas      | 24 de mayo | 18:00 | – |
| Artigas         | 0:2 | Fénix               | Walter Martínez Cerruti | 25 de mayo | 15:00 | – |
| Rampla Juniors  | 0:1 | Albion              | Luis Franzini           | 25 de mayo | 15:00 |   |
| Tacuarembó      | 1:0 | Deportivo Maldonado | Ing. Raúl S. Goyenola   | 25 de mayo | 16:00 | – |
| Atenas          | 1:0 | Uruguay Montevideo  | Parque Palermo          | 25 de mayo | 17:00 | – |

| Colón               | 2:0 | Tacuarembó      | Parque Palermo   | 30 de mayo | 10:00 |   |
| Oriental            | 1:1 | Atenas          | Parque Palermo   | 30 de mayo | 20:30 | – |
| Uruguay Montevideo  | 2:1 | Rampla Juniors  | Parque Palermo   | 31 de mayo | 10:00 |   |
| Albion              | 2:0 | Fénix           | Luis Franzini    | 31 de mayo | 12:30 | – |
| Cerrito             | 1:2 | Rentistas       | Parque Maracaná  | 31 de mayo | 12:30 |   |
| Deportivo Maldonado | 0:0 | Central Español | Domingo Burgueño | 31 de mayo | 15:00 | – |
| La Luz              | 1:1 | Artigas         | Abraham Paladino | 1 de junio | 10:00 | – |

| Tacuarembó      | 2:0 | Cerrito             | Raúl Goyenola                   | 3 de junio | 19:00 | – |
| Rampla Juniors  | 1:2 | Oriental            | Luis Franzini                   | 3 de junio | 19:30 |   |
| Fénix           | 2:0 | Uruguay Montevideo  | Parque Capurro                  | 4 de junio | 15:00 |   |
| Artigas         | 0:1 | albion              | Martínez Cerrutti (Bella Unión) | 4 de junio | 15:00 | – |
| Central Español | 0:0 | Colón               | Parque Palermo                  | 4 de junio | 17:30 |   |
| Atenas          | 1:1 | Deportivo Maldonado | Domingo Burgueño                | 4 de junio | 19:00 | – |
| Rentistas       | 3:2 | La Luz              | Complejo Rentistas              | 4 de junio | 20:00 |   |

| La Luz              | 1:2 | Tacuarembó     | Abraham Paladino   | 7 de junio | 15:00 | – |
| Rentistas           | 0:0 | Artigas        | Complejo Rentistas | 7 de junio | 16:00 | – |
| Oriental            | 2:0 | Fénix          | Parque Palermo     | 7 de junio | 20:00 | – |
| Uruguay Montevideo  | 0:3 | Albion         | Parque Palermo     | 8 de junio | 12:45 |   |
| Deportivo Maldonado | 1:0 | Rampla Juniors | Domingo Burgueño   | 8 de junio | 15:00 | – |
| Colón               | 0:1 | Atenas         | Parque Palermo     | 8 de junio | 20:30 |   |
| Central Español     | 3:0 | Cerrito        | Parque Palermo     | 9 de junio | 20:30 |   |

| Artigas         | 1:1 | Uruguay Montevideo  | Atilio Paiva Olivera | 14 de junio | 15:00 | – |
| Albion          | 1:0 | Oriental            | Luis Franzini        | 15 de junio | 9:45  |   |
| Atenas          | 3:0 | Cerrito             | Domingo Burgueño     | 15 de junio | 11:00 | – |
| Fénix           | 1:1 | Deportivo Maldonado | Parque Capurro       | 15 de junio | 12:00 |   |
| Tacuarembó      | 2:1 | Rentistas           | Raúl Goyenola        | 15 de junio | 16:15 | – |
| Central Español | 0:0 | La Luz              | Parque Palermo       | 15 de junio | 17:45 |   |
| Rampla Juniors  | 1:0 | Colón               | Parque Saroldi       | 16 de junio | 18:00 |   |

| Rentistas           | 1:1 | Central Español    | Complejo Rentistas | 21 de junio | 11:00 |   |
| Cerrito             | 1:0 | Rampla Juniors     | Parque Maracaná    | 21 de junio | 14:00 | – |
| Oriental            | 1:1 | Uruguay Montevideo | Parque Palermo     | 21 de junio | 20:00 |   |
| Deportivo Maldonado | 0:1 | Albion             | Domingo Burgueño   | 22 de junio | 15:00 | – |
| Tacuarembó          | 2:0 | Artigas            | Raúl Goyenola      | 22 de junio | 15:00 | – |
| Colón               | 1:3 | Fénix              | Parque Palermo     | 22 de junio | 16:00 | – |
| La Luz              | 1:1 | Atenas             | Complejo Rentistas | 24 de junio | 19:00 | – |

| Central Español    | 1:1 | Tacuarembó          | Parque Palermo       | 27 de junio | 18:00 |   |
| Uruguay Montevideo | 1:3 | Deportivo Maldonado | Parque Palermo       | 28 de junio | 10:00 | – |
| Rampla Juniors     | 4:0 | La Luz              | Parque Saroldi       | 28 de junio | 12:00 | – |
| Artigas            | 1:2 | Oriental            | Atilio Paiva Olivera | 28 de junio | 19:00 | – |
| Albion             | 0:2 | Colón               | Luis Franzini        | 29 de junio | 10:00 |   |
| Fénix              | 3:2 | Cerrito             | Parque Capurro       | 29 de junio | 15:00 | – |
| Atenas             | 0:2 | Rentistas           | Domingo Burgueño     | 29 de junio | 17:00 | – |

| Colón               | 5:1 | Uruguay Montevideo | Parque Palermo     | 5 de julio | 10:00 |   |
| Rentistas           | 1:0 | Rampla Juniors     | Complejo Rentistas | 5 de julio | 12:15 |   |
| Cerrito             | 1:0 | Albion             | Parque Maracaná    | 5 de julio | 15:00 |   |
| Tacuarembó          | 1:0 | Atenas             | Raúl Goyenola      | 5 de julio | 16:00 | – |
| Central Español     | 0:0 | Artigas            | Parque Palermo     | 5 de julio | 18:30 |   |
| La Luz              | 2:2 | Fénix              | Complejo Rentistas | 6 de julio | 10:00 |   |
| Deportivo Maldonado | 3:0 | Oriental           | Domingo Burgueño   | 6 de julio | 11:00 | – |

| Uruguay Montevideo | 0:0 | Cerrito             | Parque Palermo       | 12 de julio | 10:00 |   |
| Rampla Juniors     | 1:1 | Tacuarembó          | Parque Saroldi       | 12 de julio | 12:15 |   |
| Fénix              | 0:0 | Rentistas           | Parque Capurro       | 12 de julio | 15:00 |   |
| Artigas            | 1:1 | Deportivo Maldonado | Atilio Paiva Olivera | 12 de julio | 18:00 | – |
| Albion             | 3:0 | La Luz              | Luis Franzini        | 13 de julio | 11:00 |   |
| Oriental           | 1:0 | Colón               | Parque Palermo       | 13 de julio | 17:30 |   |
| Atenas             | 0:1 | Central Español     | Domingo Burgueño     | 14 de julio | 15:30 | – |

| Rentistas       | 2:2 | Albion              | Complejo Rentistas | 19 de julio | 11:00 |   |
| La Luz          | 1:0 | Uruguay Montevideo  | Complejo Rentistas | 19 de julio | 18:00 |   |
| Central Español | 4:1 | Rampla Juniors      | Parque Palermo     | 20 de julio | 11:00 |   |
| Tacuarembó      | 0:0 | Fénix               | Raúl Goyenola      | 20 de julio | 15:00 | – |
| Atenas          | 1:1 | Artigas             | Domingo Burgueño   | 20 de julio | 15:00 | – |
| Colón           | 0:0 | Deportivo Maldonado | Parque Palermo     | 20 de julio | 17:30 | – |
| Oriental        | 1:1 | Cerrito             | Parque Palermo     | 20 de julio | 21:30 |   |

| Colón               | 1:1 | Artigas         | Parque Palermo   | 26 de julio | 10:00 |   |
| Uruguay Montevideo  | 1:3 | Rentistas       | Parque Palermo   | 26 de julio | 15:00 |   |
| Oriental            | 2:2 | La Luz          | Parque Palermo   | 26 de julio | 20:00 |   |
| Fénix               | 2:0 | Central Español | Parque Capurro   | 27 de julio | 10:00 |   |
| Deportivo Maldonado | 1:0 | Cerrito         | Domingo Burgueño | 27 de julio | 11:00 | – |
| Rampla Juniors      | 1:2 | Atenas          | Centenario       | 27 de julio | 12:45 |   |
| Albion              | 1:0 | Tacuarembó      | Luis Franzini    | 27 de julio | 15:00 |   |

| Rentistas       | 2:0 | Oriental            | Complejo Rentistas   | 1 de agosto | 16:45 |   |
| Cerrito         | 1:2 | Colón               | Obdulio Varela       | 2 de agosto | 14:00 | – |
| La Luz          | 1:2 | Deportivo Maldonado | Complejo Rentistas   | 2 de agosto | 16:00 | – |
| Artigas         | 0:1 | Rampla Juniors      | Atilio Paiva Olivera | 2 de agosto | 18:00 | – |
| Central Español | 1:1 | Albion              | Parque Palermo       | 3 de agosto | 10:00 |   |
| Atenas          | 1:0 | Fénix               | Domingo Burgueño     | 3 de agosto | 15:30 | – |
| Tacuarembó      | 2:0 | Uruguay Montevideo  | Raúl Goyenola        | 3 de agosto | 15:30 | – |

#### Segunda Ronda
| Artigas         | 2:2 | Cerrito             | Atilio Paiva Olivera | 9 de agosto  | 18:00 | – |
| Rentistas       | 3:0 | Deportivo Maldonado | Complejo Rentistas   | 9 de agosto  | 19:00 |   |
| Rampla Juniors  | 0:1 | Fénix               | Olímpico             | 10 de agosto | 15:00 | – |
| Atenas          | 0:1 | Albion              | Domingo Burgueño     | 10 de agosto | 15:00 | – |
| La Luz          | 0:1 | Colón               | Complejo Rentistas   | 10 de agosto | 15:00 | – |
| Tacuarembó      | 1:1 | Oriental            | Raúl Goyenola        | 10 de agosto | 15:30 | – |
| Central Español | 1:0 | Uruguay Montevideo  | Parque Palermo       | 11 de agosto | 14:00 |   |

| Colón               | 4:0 | Rentistas       | Parque Palermo   | 15 de agosto | 14:00 |   |
| Oriental            | 2:3 | Central Español | Luis Tróccoli    | 15 de agosto | 16:30 |   |
| Deportivo Maldonado | 2:0 | Tacuarembó      | Domingo Burgueño | 15 de agosto | 18:00 | – |
| Cerrito             | 1:0 | La Luz          | Parque Palermo   | 16 de agosto | 10:00 | – |
| Albion              | 2:1 | Rampla Juniors  | Luis Franzini    | 16 de agosto | 10:30 |   |
| Fénix               | 1:3 | Artigas         | Parque Capurro   | 16 de agosto | 15:00 | – |
| Uruguay Montevideo  | 1:2 | Atenas          | Luis Tróccoli    | 16 de agosto | 15:00 | – |

| Fénix           | 0:3 | Albion              | Parque Capurro       | 19 de agosto | 15:00 |   |
| Central Español | 0:2 | Deportivo Maldonado | Parque Palermo       | 19 de agosto | 15:00 | – |
| Rampla Juniors  | 1:0 | Uruguay Montevideo  | Olímpico             | 20 de agosto | 15:00 |   |
| Atenas          | 1:2 | Oriental            | Domingo Burgueño     | 20 de agosto | 18:00 | – |
| Rentistas       |     | Cerrito             | Complejo Rentistas   | 20 de agosto | 19:00 |   |
| Tacuarembó      |     | Colón               | Raúl Goyenola        | 20 de agosto | 19:30 | – |
| Artigas         |     | La Luz              | Atilio Paiva Olivera | 20 de agosto | 20:00 | – |

|  |  |  |  |  |  |  |
|  |  |  |  |  |  |  |
|  |  |  |  |  |  |  |
|  |  |  |  |  |  |  |
|  |  |  |  |  |  |  |
|  |  |  |  |  |  |  |
|  |  |  |  |  |  |  |

|  |  |  |  |  |  |  |
|  |  |  |  |  |  |  |
|  |  |  |  |  |  |  |
|  |  |  |  |  |  |  |
|  |  |  |  |  |  |  |
|  |  |  |  |  |  |  |
|  |  |  |  |  |  |  |

|  |  |  |  |  |  |  |
|  |  |  |  |  |  |  |
|  |  |  |  |  |  |  |
|  |  |  |  |  |  |  |
|  |  |  |  |  |  |  |
|  |  |  |  |  |  |  |
|  |  |  |  |  |  |  |

|  |  |  |  |  |  |  |
|  |  |  |  |  |  |  |
|  |  |  |  |  |  |  |
|  |  |  |  |  |  |  |
|  |  |  |  |  |  |  |
|  |  |  |  |  |  |  |
|  |  |  |  |  |  |  |

|  |  |  |  |  |  |  |
|  |  |  |  |  |  |  |
|  |  |  |  |  |  |  |
|  |  |  |  |  |  |  |
|  |  |  |  |  |  |  |
|  |  |  |  |  |  |  |
|  |  |  |  |  |  |  |

|  |  |  |  |  |  |  |
|  |  |  |  |  |  |  |
|  |  |  |  |  |  |  |
|  |  |  |  |  |  |  |
|  |  |  |  |  |  |  |
|  |  |  |  |  |  |  |
|  |  |  |  |  |  |  |

|  |  |  |  |  |  |  |
|  |  |  |  |  |  |  |
|  |  |  |  |  |  |  |
|  |  |  |  |  |  |  |
|  |  |  |  |  |  |  |
|  |  |  |  |  |  |  |
|  |  |  |  |  |  |  |

|  |  |  |  |  |  |  |
|  |  |  |  |  |  |  |
|  |  |  |  |  |  |  |
|  |  |  |  |  |  |  |
|  |  |  |  |  |  |  |
|  |  |  |  |  |  |  |
|  |  |  |  |  |  |  |

|  |  |  |  |  |  |  |
|  |  |  |  |  |  |  |
|  |  |  |  |  |  |  |
|  |  |  |  |  |  |  |
|  |  |  |  |  |  |  |
|  |  |  |  |  |  |  |
|  |  |  |  |  |  |  |

|  |  |  |  |  |  |  |
|  |  |  |  |  |  |  |
|  |  |  |  |  |  |  |
|  |  |  |  |  |  |  |
|  |  |  |  |  |  |  |
|  |  |  |  |  |  |  |
|  |  |  |  |  |  |  |

## Tabla del descenso

### Clasificación
| Pos.                                       | Equipos             | PJ 2024 | PTS 2024 | PJ 2025 | PTS 2025 | PJ | PTS | DG  | Prom. |
| ------------------------------------------ | ------------------- | ------- | -------- | ------- | -------- | -- | --- | --- | ----- |
| 1°                                         | Deportivo Maldonado | –       | –        | 22      | 38       | 22 | 38  | +11 | 1,727 |
| 2°                                         | Albion              | 32      | 44       | 22      | 49       | 54 | 93  | +18 | 1,722 |
| 3°                                         | Central Español     | –       | –        | 22      | 37       | 22 | 37  | +7  | 1,682 |
| 4°                                         | Colón               | 32      | 52       | 21      | 34       | 53 | 86  | +32 | 1,623 |
| 5°                                         | Rentistas           | 32      | 45       | 22      | 34       | 54 | 79  | +12 | 1,463 |
| 6°                                         | Oriental            | 32      | 44       | 22      | 35       | 54 | 79  | 0   | 1,463 |
| 7°                                         | Tacuarembó          | 32      | 32       | 21      | 39       | 53 | 71  | −3  | 1,340 |
| 8°                                         | Uruguay Montevideo  | 32      | 54       | 22      | 18       | 54 | 72  | +2  | 1,333 |
| 9°                                         | Fénix               | –       | –        | 22      | 29       | 22 | 29  | −2  | 1,318 |
| 10°                                        | Atenas              | 32      | 34       | 22      | 35       | 54 | 69  | −10 | 1,278 |
| 11°                                        | Cerrito             | 32      | 46       | 22      | 19       | 54 | 65  | −19 | 1,204 |
| 12°                                        | La Luz              | 32      | 35       | 21      | 13       | 53 | 48  | −21 | 0,906 |
| 13°                                        | Artigas             | –       | –        | 21      | 18       | 21 | 18  | −7  | 0,857 |
| 14°                                        | Rampla Juniors      | –       | –        | 22      | 16       | 22 | 16  | −16 | 0,727 |
| Última actualización: 20 de agosto de 2025 |                     |         |          |         |          |    |     |     |       |

|  | En zona de descenso al Campeonato Uruguayo de Primera División Amateur 2026 |

### Evolución de la clasificación
| Jornada / Equipo   | 1                   | 2  | 3  | 4  | 5  | 6  | 7  | 8  | 9  | 10 | 11 | 12 | 13 | 14 | 15 | 16 | 17 | 18 | 19 | 20 | 21 | 22 | 23 | 24 | 25 | 26 | 27 | 28 | 29 | 30 | 31 | 32 | 33 |  |
| ------------------ | ------------------- | -- | -- | -- | -- | -- | -- | -- | -- | -- | -- | -- | -- | -- | -- | -- | -- | -- | -- | -- | -- | -- | -- | -- | -- | -- | -- | -- | -- | -- | -- | -- | -- |  |
| Jornada / Equipo   | Deportivo Maldonado | 1  | 1  | 1  | 1  | 1  | 1  | 2  | 1  | 5  | 6  | 7  | 5  | 5  | 6  | 6  | 2  | 3  | 4  | 3  | 1  | 3  | 3  | 1  |    |    |    |    |    |    |    |    |    |  |
| Albion             | 5                   | 5  | 5  | 6  | 7  | 7  | 6  | 6  | 4  | 4  | 4  | 2  | 2  | 2  | 1  | 1  | 2  | 2  | 2  | 2  | 2  | 2  | 2  |    |    |    |    |    |    |    |    |    |    |  |
| Central Español    | 2                   | 4  | 4  | 2  | 4  | 2  | 1  | 2  | 1  | 1  | 1  | 1  | 1  | 1  | 2  | 3  | 1  | 1  | 1  | 3  | 1  | 1  | 3  |    |    |    |    |    |    |    |    |    |    |  |
| Colón              | 3                   | 2  | 3  | 4  | 3  | 4  | 4  | 4  | 3  | 3  | 2  | 3  | 4  | 4  | 3  | 4  | 4  | 3  | 4  | 4  | 4  | 4  | 4  |    |    |    |    |    |    |    |    |    |    |  |
| Rentistas          | 6                   | 7  | 7  | 7  | 6  | 6  | 7  | 7  | 7  | 7  | 6  | 7  | 7  | 7  | 8  | 7  | 7  | 7  | 6  | 5  | 5  | 5  | 5  |    |    |    |    |    |    |    |    |    |    |  |
| Oriental           | 8                   | 6  | 6  | 5  | 5  | 5  | 5  | 5  | 6  | 5  | 5  | 6  | 6  | 5  | 5  | 6  | 5  | 5  | 5  | 6  | 6  | 6  | 6  |    |    |    |    |    |    |    |    |    |    |  |
| Tacuarembó         | 11                  | 11 | 12 | 11 | 10 | 10 | 10 | 10 | 11 | 10 | 9  | 8  | 8  | 8  | 9  | 9  | 9  | 8  | 9  | 8  | 9  | 9  |    |    |    |    |    |    |    |    |    |    |    |  |
| Uruguay Montevideo | 4                   | 3  | 2  | 3  | 2  | 3  | 3  | 3  | 2  | 2  | 3  | 4  | 3  | 3  | 4  | 5  | 6  | 6  | 8  | 7  | 8  | 8  |    |    |    |    |    |    |    |    |    |    |    |  |
| Fénix              | 13                  | 14 | 14 | 14 | 14 | 13 | 12 | 12 | 8  | 11 | 8  | 10 | 10 | 10 | 7  | 8  | 8  | 9  | 7  | 9  | 7  | 7  |    |    |    |    |    |    |    |    |    |    |    |  |
| Atenas             | 9                   | 9  | 10 | 10 | 9  | 9  | 9  | 9  | 9  | 8  | 10 | 9  | 9  | 9  | 10 | 10 | 10 | 10 | 10 | 10 | 10 | 10 | 10 |    |    |    |    |    |    |    |    |    |    |  |
| Cerrito            | 7                   | 8  | 8  | 9  | 8  | 8  | 8  | 8  | 10 | 9  | 11 | 11 | 11 | 11 | 11 | 11 | 11 | 11 | 11 | 11 | 11 | 11 | 11 | 11 |    |    |    |    |    |    |    |    |    |  |
| La Luz             | 10                  | 10 | 11 | 12 | 11 | 11 | 11 | 13 | 12 | 12 | 12 | 12 | 12 | 12 | 12 | 12 | 12 | 12 | 12 | 12 | 12 | 12 |    |    |    |    |    |    |    |    |    |    |    |  |
| Artigas            | 12                  | 12 | 9  | 8  | 12 | 12 | 13 | 11 | 13 | 13 | 13 | 13 | 13 | 13 | 13 | 13 | 13 | 13 | 13 | 13 | 13 | 13 |    |    |    |    |    |    |    |    |    |    |    |  |
| Rampla Juniors     | 14                  | 13 | 13 | 13 | 13 | 14 | 14 | 14 | 14 | 14 | 14 | 14 | 14 | 14 | 14 | 14 | 14 | 14 | 14 | 14 | 14 | 14 | 14 |    |    |    |    |    |    |    |    |    |    |  |

Nota: Los cuadros con * indican fecha libre para los equipos correspondientes durante el Torneo Competencia. Los cuadros con ** indican que los equipos culminaron la fecha correspondiente con un partido pendiente.

## Play-Offs

### Equipos clasificados
- Tacuarembó (puede ascender de manera directa)

### Cuadro
|  | Semifinales | Semifinales | Semifinales |  |  | Final | Final | Final |  |
|  |             |             |             |  |  |       |       |       |  |
|  |             |             |             |  |  |       |       |       |  |
|  | AUF         |             |             |  |  |       |       |       |  |
|  |             |             |             |  |  |       |       |       |  |
|  | AUF         |             |             |  |  |       |       |       |  |
|  |             | AUF         |             |  |  |       |       |       |  |
|  |             |             |             |  |  |       |       |       |  |
|  |             |             | AUF         |  |  |       |       |       |  |
|  | AUF         |             |             |  |  |       |       |       |  |
|  |             |             |             |  |  |       |       |       |  |
|  | AUF         |             |             |  |  |       |       |       |  |
|  |             |             |             |  |  |       |       |       |  |
|  |             |             |             |  |  |       |       |       |  |

### Semifinales
| 2025 | AUF | vs. | AUF |  |  |

| 2025 | AUF | vs. | AUF |  |  |

| 2025 | AUF | vs. | AUF |  |  |

| 2025 | AUF | vs. | AUF |  |  |

### Final
| 2025 | AUF | vs. | AUF |  |  |

| 2025 | AUF | vs. | AUF |  |  |

## Ascensos a Primera División
|             |             |                   |
| Por definir | Por definir | Por definir       |
| Campeón     | Subcampeón  | Ganador Play-Offs |
| #.° título  |             |                   |

## Goleadores
| Jugador           | Club                | Goles | PJ |
| ----------------- | ------------------- | ----- | -- |
| Maximiliano Noble | Deportivo Maldonado | 7     | 15 |
| Maicol Ferreira   | Colón               | 6     | 14 |
| Horacio Sequeira  | La Luz              | 6     | 14 |

Fuente: BeSoccer

## Récords
- Primer gol de la temporada: Santiago Benítez de  Colón vs.  Rampla Juniors (8 de marzo de 2025)

- Último gol de la temporada:

- Mayor número de goles marcados en un partido: 8 goles:

 Colón 8 – 0  Rampla Juniors (8 de marzo de 2025)
 Deportivo Maldonado 4 – 4  La Luz (26 de abril de 2025)
- Mayor victoria local:  Colón 8 – 0  Rampla Juniors (8 de marzo de 2025)

- Mayor victoria visitante:

 Artigas 0 – 3  Atenas (20 de abril de 2025)
 Uruguay Montevideo 0 – 3  Albion (8 de junio de 2025)
 Fénix 0 – 3  Albion (19 de agosto de 2025)
- Mayor racha de victorias consecutivas:  Albion (8 partidos)

- Mayor racha de partidos sin perder:  Central Español (10 partidos)

- Mayor racha de partidos sin ganar:  La Luz (16 partidos)

- Mayor racha de derrotas consecutivas:  Uruguay Montevideo (6 partidos)